# Paul Lämmle
Paul Lämmle (* 7. November 1892 in Cannstatt; † 20. Juli 1945) war ein deutscher Jurist und Richter am Volksgerichtshof in Berlin.

## Leben
Lämmle war der Sohn eines Kaufmanns und evangelischer Konfession. Er studierte von 1911 bis 1920 Rechtswissenschaft in Tübingen und Berlin. Seit dem Wintersemester 1911/12 war er Mitglied der Burschenschaft Germania Tübingen. Im Ersten Weltkrieg war er Leutnant und Batterieführer in württembergischen Feldartillerie-Regimentern. Er legte 1922 die zweite Justizdienstprüfung ab. Er trat danach in den württembergischen Justizdienst ein. Ab 1924 war er am Amtsgericht Heilbronn und ab 1926 bei der Staatsanwaltschaft Heilbronn tätig. 1927 wechselte er nach Stuttgart zur Staatsanwaltschaft und wurde dort 1930 Amtsgerichtsrat. Er war dann als Hilfsarbeiter zur Reichsanwaltschaft in Leipzig abgeordnet. 1933 kehrte er als Oberregierungsrat nach Württemberg zurück.
Er wurde zum Reichsgerichtsrat ernannt und als solcher an den Volksgerichtshof in Berlin versetzt. Lämmle galt als „zweiter Mann“ hinter dem Präsidenten des Volksgerichtshofes, Roland Freisler und wirkte an zahlreichen Todesurteilen mit. Am 12. Februar 1943 fällte der Volksgerichtshof unter seinem Vorsitz die Todesstrafe für den Widerstandskämpfer Viktor Freund und am 3. März 1943 für sechs Kommunisten in Salzburg, darunter Rudolf Hartl und Rudolf Smolik. Am 4. Februar 1944 verurteilte er den Widerstandskämpfer Philipp Schuberth wegen „Wehrkraftzersetzung“ zum Tode. Als Richter war Lämmle auch an zahlreichen Todesurteilen gegen Personen des 20. Juli beteiligt. Ebenfalls beteiligt war er am Todesurteil gegen den Langenselbolder Zimmermann Valentin Schmidt wegen "Wehrkraftzersetzung" im März 1944. Schmidt wurde am 2. Mai 1944 in Plötzensee hingerichtet.